# وائل رداد
وائل رداد (1979)، روائي وكاتب سيناريو ورسام أردني الجنسية، فلسطيني الأصل، إمارة رأس الخيمة التابعة لدولة الإمارات العربية المتحدة مسقط ولادته وإقامته، حاصل على بكالوريوس محاسبة من جامعة القدس المفتوحة، ويعد من أوائل وأهم كُتاب الأردن وفلسطين في أدب الرعب والجريمة والخيال العلمي. صُدر له أكثر من 10 روائيات قصصية، وفاز في عدة مسابقات من بينها مسابقة أيام الشارقة المسرحية في التآليف المسرحي عن مسرحية «سقوط الملاك الأخير».

## سيرته المهنية
وائل محمد صالح قاسم رداد، يؤلف في الروائيات القصصية منذ عام 2009 وحتى الآن، ولد في رأس الخيمة والتي هي محل إقامته بتاريخ 2 أكتوبر 1979. تدور غالبية أعماله عن الدهاليز النفسية لشخوص رواياته المتسمة بالغموض، وأحياناً تنتابها الكثير من الهلاوس السمعية والبصرية، في أجواء أقرب إلى الغموض أو الخيال العلمي.

## إصداراته الروائية
صدر عن رداد المؤلفات الآتية:
- (2009) موت سريري: دار أكتب، لبنان
- (2010) مذكرات الجرذان الغريقة: دار ممدوح عدوان، سوريا
- (2010) سيمفونية وادي الظلال: دار سندباد للإعلام والنشر، مصر
- (2010) جنازة الملائكة: دار رواية، السعودية
- (2010) المصعد رقم7: دار سما للنشر والتوزيع، مصر
- (2011) التابع الحارس: دار سما للنشر والتوزيع، مصر
- (2011) مندوب الشيطان: دار بلاتينيوم بوك، الكويت
- (2012) ملاك جهنمي: دار بلاتينيوم بوك، الكويت
- (2013) سأعطيك الحلوى شرط أن تموت: شركة المطبوعات، لبنان
- (2013) سيناريو الظلام: أمير الكوابيس: دار سما للنشر والتوزيع، مصر
- (2013) سيناريو الظلام 2: المحقق السري: دار سما للنشر والتوزيع، مصر
- (2016) الملجأ: دار الرواق للنشر والتوزيع، مصر
- (2016) أفضل شيطان لي: دار سما للنشر والتوزيع، مصر
- (2019) نادي الأشقياء: دار  منشورات إبييدي، مصر

## إنجازاته
- فاز في مسابقة أيام الشارقة المسرحية في التأليف المسرحي عن مسرحية سقوط الملاك الأخير.[5]
- فاز في مسابقات أنجال الشيخ هزاع بن زايد آل نهيان لثقافة الطفل العربي عن قصة دموع الجسد الصغير.[5]